# کسب‌وکار باز
کسب و کار باز یک رویکرد سازمانی است که به مفاهیمی از جنبش‌های آزاد مانند نرم‌افزار آزاد، منبع باز، محتوای باز و ابزارها و استانداردهای باز می‌شود.  این رویکرد ارزش‌هایی در زمینه شفافیت، مشارکت ذینفعان و پاسخگویی را به ارمغان می‌آورد.
ساختارهای کسب و کار باز، باعث می‌شود که مشارکت‌کنندگان و غیرمشارکت‌کنندگان قابل مشاهده باشند تا سود تجاری براساس آن توزیع شود. این کسب و کارها به دنبال جذب مشارکت افراد و نتایج مثبت به وسیله‌ی پاداش دادن به مشارکت‌کنندگان، به شیوه‌ای باز هستند.

## ایده اصلی
مفاهیم اصلی عبارتند از:
- یادگیری آزاد/به‌اشتراک‌گذاری: یک اصل پایه‌ای این است که همراهی آزادانه در هر سطح و هر مکانی.
- مشارکت آزاد: دعوت آزاد برای پیوستن به سازمان (مشابه سورس‌فورج، انجمن بلندر که تیم‌ها/افراد به انجمن فریم‌ورک [برای خدمات خاص، مشاوره، تعلیم دادن، اقتباس‌ها، دوره‌های آموزشی، اردوها، سمپوزیوم‌ها و کتاب‌ها] وارد می‌شوند).
- حقوق مستقل: هر فرد حمایت می‌شود و در جهت شناسایی و بهبود توسعه فردی مثل فنی، شخصی، معنوی و ... تشویق می‌شود.
- تمرکز بر اجتماع: فعالیت‌های سودمند به عنوان بخشی از محدوده فعالیت‌های انسانی عادی مثل زندگی خانوادگی، اجتماعی، دینی و غیره شناخته می‌شود.
- عدم وابستگی به سازمان: تشکیلات بر پایه هیچ موسسه، حالت، مذهب یا چنین چیزی نیست. اعضا هر دیدگاه یا وابستگی می‌توانند داشته باشند.
- دانش آزاد: تبادل دانش از طریق استانداردهای آزاد، اصول متن باز و محتوای باز -تا جای ممکن- انجام می‌شود.
- اطلاعات باز اعضا: دسترسی آزاد به اطلاعات تماس تمامی دیگر اضا به فرم مناسب (به عنوان مثال زمانی که این اطلاعات برای انتشار توسط یک عضو تایید می‌شود)
- حساب و کتاب باز: تمامی اطلاعات مالی از جمله پاداش‌های دیگران

## جزییات

### دانش
- تمامی دانش و اطلاعات کسب شده، بین تمامی اعضا آزاد و رایگان است (و همچنین در جامعه‌ای وسیع‌تر برای عموم افراد از طریق عضویت)
- دانش و اطلاعات پیوسته از هر طریقی که به دست می‌آیند به یک فرم همواره در دسترس (از طریق مرورگر اینترنت) تبدیل می‌شوند:
  - از اسناد فیزیکی
  - اسناد الکترونیکی که به صورت مستقل نگهداری می‌شوند
  - بانک‌های اطلاعاتی بسته و غیره.
- دانش توسط اعضای کسب و کار باز ساخته و مراقبت می‌شوند.
- دانش به فرم کیمیاگری، درست در لحظه ساخته شدن، در دسترس قرار می‌گیرد نه پس از یک بازتولید ثانویه پس از بازنگری (مشارکت در انتشار ویکی‌نامیکز Wikinomics بایگانی‌شده  در ۵ نوامبر ۲۰۲۰ توسط Wayback Machine).

### مالی
- پرداختی‌ها/درآمدهای مستقل بر اساس رقابت اجتماعی و حرفه‌ای، ساعت‌های کارکرد و عملکرد محاسبه می‌شود.
- سود خالص بین اعضا، بر اساس مشارکت مستقل شفاف‌شان تقسیم می‌شود.

کسب و کار به معنای مشغول بودن است. مفهوم کسب و کار شامل تمامی فعالیت‌های کسب درآمد می‌شود.

### مدیریت
مدیریت فقط یک نقش (تعدیل‌کننده و تسهیل‌کننده) دیگر برای بهینه کردن فرایندهای گروهی (به عنوان شخص اول مجموعه، جهت هدایت مهارت‌های فردی و رقابتی) است.
- تصمیمات از فرایندهای باز بر اساس اجماع و رای‌گیری با حضور اعضای درگیر انجام می‌شود.
- نقش‌های مدیریت در پروژه‌ها چرخشی هستند (که از ابتکار عمل اشخاص مناسبی که انتخاب شده‌اند و توسط اعضای پروژه تاییدشده هستند می‌آید).

## تمرکز بر شفافیت محصولات
کسب و کارهایی که محصول می‌فروشند می‌توانند به روش‌های باز عمل کنند. به عنوان مثال با افشای هزینه‌های قطعات و هزینه‌های اجرایی. این کار برای ذی‌نفعان، سهام‌داران، کارمندان، خانواده و دیگران مزایا و اشتیاق ایجاد می‌کند.
خطر ورشکستگی در چنین کسب و کارهای آزادی به خاطر در دسترس قرار گرفتن حاصل عملکردها کاهش پیدا می‌کند و برای بازسازی این کسب و کارها حتی در مواقع بسیار حساس قابل اتکاست.

## تمرکز بر شفافیت خدمات
یک کسب و کار بر پایه خدمات هم می‌تواند به روش‌های آزاد فعالیت کند. کسب و کاری که تمامی تراکنش‌ها (اعانه‌ها و استفاده از پول‌های اعانه شده) را در لحظه در وبسایت‌شان در معرض دید عمومی قرار می‌دهند، بسیار باز هستند. یک مثال دیگر می‌تواند Canonical Ltd باشد.
کسب و کارهای باز می‌توانند برای اعانه‌دهندگان، مخصوصاً اگر نام اعانه‌دهندگان در شبکه‌های اجتماعی (با نام واقعی و شناسه‌های توییتر، فیسبوک و دیگر برندها) عمومی شود، بسیار جذاب‌تر خواهد بود. در این حالت حتی اعانه‌دهندگان در خیریه به عنوان یک تجارت مشارکت می‌کنند و بالاتر از آن روح مثبت جمعی (به دست آوردن «») را بالا می‌برند و اعتبارشان را می‌سازند.
خطر ورشکستگی این کسب و کارهای بر پایه تراکنش‌های مالی هم به این خاطر کاهش پیدا می‌کند که:

با به دست آوردن اعتماد بیشتر، جریان نقدی بالاتر می‌رود.

## اعضا
میزان آزادی اعضا می‌تواند متفاوت باشد:
- هر فرد فارغ از نژاد، جنسیت، مذهب یا رویه سیاسی‌اش می‌تواند یک عضو باشد:
- با تایید اکثریت اعضا
  - توسط یک فرایند عضوگیری آنلاین (با تایید هویت برای جلوگیری از سرقت هویت مثل کاری که پی پال یا توییتر همین حالا در پروژه‌های بتا انجام می‌دهند).

بر اساس میزان صلاحیت اجتماعی و حرفه‌ای و قوانین شفاف خودساخته کسب و کار که برای تمامی جامعه کسب و کار پیوسته ساخته و مراقبت می‌شود.
- اعضایی که کم و بیش خودشان ساعت کارشان و موقعیت‌شان را مشخص می‌کنند.
- بر اساس قوانین ثابت: ساعات کاری ۸ تا ۱۸ دوشنبه تا جمعه مطابق معمول
  - بر اساس برنامه کاری بر اساس نیاز کاری هماهنگ شده یا هماهنگ نشده مشخص (با در نظر گرفتن اهمیت بیشتر به اولویت‌ها [خلاقیت، پیشرفت، خانواده، زندگی اجتماعی، مشارکت‌های سیسای و غیره]).

## بیشتر بدانید
- Corporate transparency
- E-democracy
- Open source governance
- Business models for open source software
- Open-source hardware